# St. Anna (Dietershan)

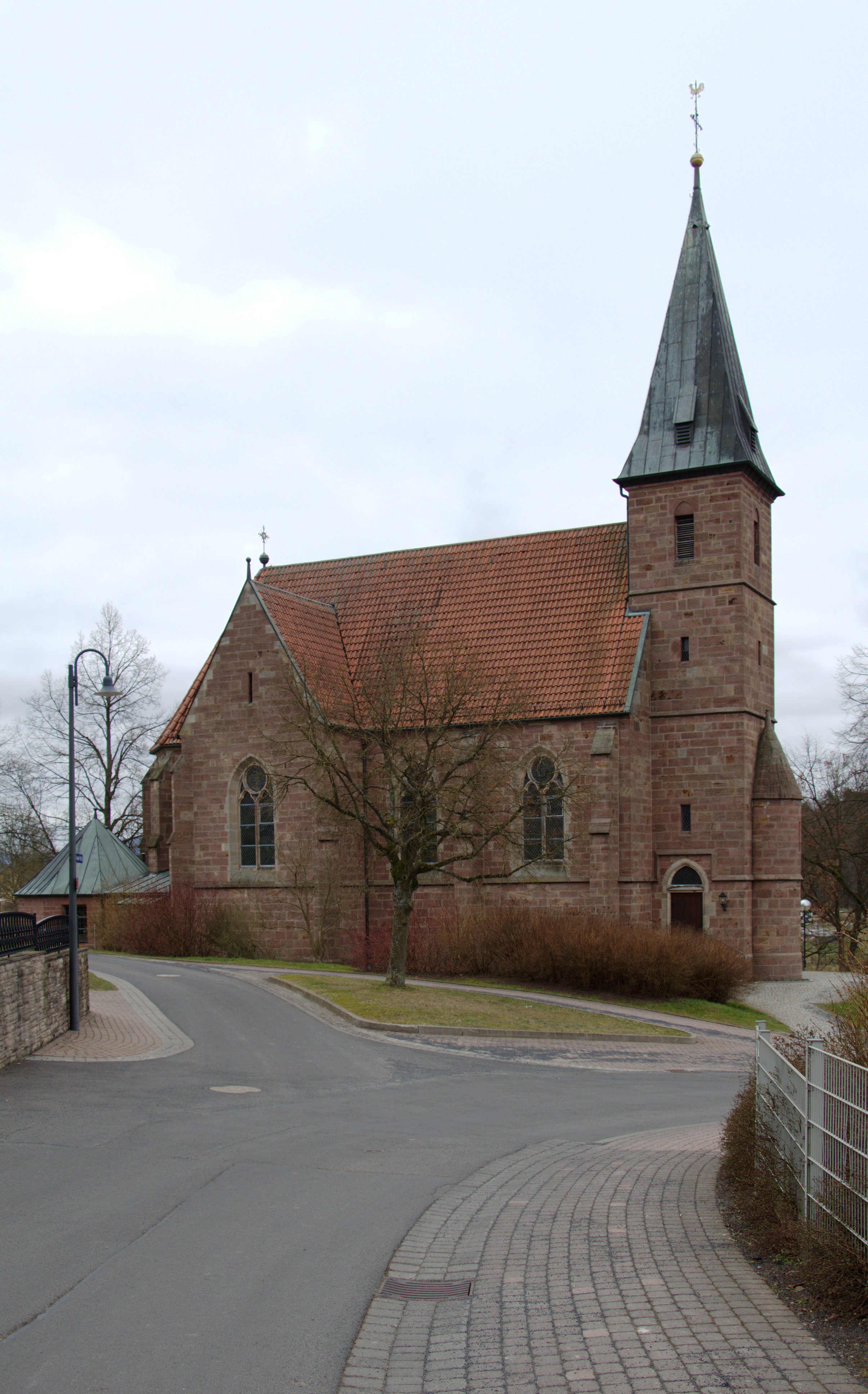
St. Anna

Die denkmalgeschützte römisch-katholische Filialkirche St. Anna steht in Dietershan, einem Stadtteil von Fulda im hessischen Landkreis Fulda. Sie ist Filiale der Pfarrei St. Lioba im Dekanat Fulda des Bistums Fulda.

## Beschreibung
Die Kreuzkirche wurde als Nachfolgebau einer Kapelle im Jahre 1888 nach einem Entwurf von Arnold Güldenpfennig im neugotischen Baustil erbaut. Der Kirchturm, in dem vier Kirchenglocken hängen, steht im Westen. Daran schließt sich bis zum Querschiff das Langhaus mit zwei Jochen an. Der folgende Chor hat einen fünfseitigen Abschluss. Die Wände werden von Strebepfeilern gestützt. Die Sakristei im Norden wurde erst später angebaut. 
Der Innenraum ist mit einem Kreuzrippengewölbe überspannt. Unter der Empore befindet sich ein Gemälde von Johann Andreas Herrlein, das den Vater Marias und die Mutter Marias darstellt und für den Altar der barocken Vorgängerkirche geschaffen wurde. Aus der Erbauungszeit stammen die neugotischen Altäre. Außerdem ist die Kirche mit einem Kruzifix mit Reliquien ausgestattet. Die Orgel mit 14 Register, zwei Manualen und einem Pedal wurde 1975 von Hey Orgelbau errichtet.